# Celestin II.
Celestin II., rođen kao Guido de Castello, papa od 26. rujna 1143. do 8. ožujka 1144. godine.